# Dia Mundial da Alimentação
Dia Mundial da Alimentação é comemorado todo dia 16 de outubro, e teve início em 1981. É atualmente celebrada em mais de 150 países como uma importante data para consciencializar a opinião pública sobre questões relativas à nutrição e à alimentação.
Esta data corresponde também à fundação da FAO (Food and Agriculture Organization), Organização das Nações Unidas para Alimentação e Agricultura.

## Temas
Desde 1981, o Dia Mundial da Alimentação adotou um tema diferente a cada ano para destacar as áreas necessárias para a ação e fornecer um foco comum. A maioria dos temas gira em torno da agricultura porque apenas os investimentos na agricultura - juntamente com o apoio à educação e à saúde - poderão conduzir à erradicação da fome e da má nutrição. 
Os temas abordados até agora foram:
- 1981: A comida vem primeiro.
- 1982: A comida vem primeiro.
- 1983: Segurança alimentar.
- 1984: Mulheres na agricultura.
- 1985: Pobreza rural.
- 1986: Pescadores e comunidades pescadoras.
- 1987: Pequenos produtores agrícolas.
- 1988: Juventude rural.
- 1989: Comida e ambiente.
- 1990: A comida e o futuro.
- 1991: Árvores para vida.
- 1992: Comida e nutrição.
- 1993: Colhendo a diversidade da natureza.
- 1994: Água para a vida.
- 1995: Comida para todos.
- 1996: Lutar contra a fome e subnutrição.
- 1997: Investir na segurança alimentar.
- 1998: As mulheres alimentam o mundo.
- 1999: Juventude contra a fome.
- 2000: Um milênio sem fome.
- 2001: Combater a fome para reduzir a pobreza.
- 2002: Água: fonte de segurança alimentar.
- 2003: Trabalhar em conjunto por uma aliança internacional contra a fome.
- 2004: Biodiversidade para a segurança alimentar.
- 2005: Agricultura e diálogo intercultural.
- 2006: Investindo na agricultura para a segurança alimentar.
- 2007: O direito à comida.
- 2008: Segurança alimentar mundial: os desafios das mudanças climáticas e os biocombustíveis.
- 2009: Alcançar a segurança alimentar em tempos de crise.
- 2010: Unidos contra a fome.
- 2011: Os preços dos alimentos - da crise à estabilidade.
- 2012: Cooperativas agrícolas – a chave para alimentar o mundo.
- 2013: Sistemas sustentáveis agrícolas para a segurança alimentar e nutricional.
- 2014: Agricultura familiar: alimentar o mundo, cuidar da Terra.
- 2015: Proteção social e agricultura: quebrando o ciclo da pobreza rural.
- 2016: Mudanças climáticas: "O Clima está mudando. A alimentação e a agricultura precisam mudar também".
- 2017: Mudar o futuro da migração. Investir em segurança alimentar e desenvolvimento rural.
- 2018: As nossas ações são o nosso futuro. Um mundo com fome zero para 2030 é possível.
- 2019: Alimentação Saudável e Sustentável.
- 2020: Crescer, Nutrir, Sustentar. Juntos.
- 2021: Alimentos seguros agora para um amanhã saudável.
- 2022: Não deixe ninguém para trás.
- 2023: Água é vida, água é alimento. Não deixe ninguém para trás